# Іларі Блазі
Іларі Блазі (італ. Ilary Blasi; *28 квітня 1981, Рим, Італія) — італійська ведуча.

## Біографія
Народилася 28 квітня 1981 року в Римі в родині Роберто і Даніели Блазі. У Іларі є дві сестри — старша Сільвія Блазі і молодша Мелоді Блазі. 
Почала кар'єру в 1987 році зі зйомок в рекламних роликах. У 1987—1989 року Блазі зіграла в 5-ти фільмах. Приблизно в той же час вона почала кар'єру фотомоделі. 10 вересня 2001 почала кар'єру в сфері телебачення, ставши однією з шести учасників «Passaparola».
18 червня 2005 Іларі одружилася з футболістом Франческо Тотті, з яким була заручена 2 роки. 04 листопада 2005 року сина Крістіана Тотті, а 13 травня 2007 року дочку Шанель Тотті.

## Фільмографія
- (1987) Da grande
- (1988) Il vizio di vivere
- (1989) La dolce casa degli orrori
- (1989) Fiori di zucca
- (1989) David e David

## Джерело
- Іларі Блазі на сайті IMDb (англ.)